# 60
60 (шестдесета) година е високосна, започваща във вторник по юлианския календар.

## Събития

### В Римската империя
- Седма година от принципата на Нерон Клавдий Цезар Август Германик (54-68 г.)
- Консули на Римската империя са Нерон (IV път) и Кос Корнелий Лентул. Суфектконсули през тази година стават Гай Велей Патеркул и Марк Манилий Вописк.
- За първи път императорът провежда фестивала „Нерония“, в който за първи път в Рим се провеждат артистични и музикални надпревари по гръцки тип.[1]
- На Марсово поле в Рим са отворени Термите на Нерон.[2]
- Гней Домиций Корбулон завършва подчиняването на Армения. Римляните поставят на трона Тигран VI.[3][1]
- След успехите си в Армения, Корбулон е назначен за управител на провинция Сирия.[3][1]
- Порций Фест е назначен за прокуратор на Юдея.[1]
- В провинция Британия избухва въстание на племето ицени, начело на което застава кралица Будика. Римляните понасят известни загуби, включително опожаряването на важни градове, но успяват да прегрупират далеч по-малобройните си сили и да разгромят бунтовниците.[4][3]
- Херон Александрийски издава в Александрия математическия сборник „Метрика“, в който за пръв път е публикувана Хероновата формула за изчисляване на лицето на триъгълник и итеративни методи за изчисляване на квадратен корен.

## Родени
- Гай Юлий Квадрат Бас, римски политик и военачалник (умрял 118 г.)

## Починали
- Будика, кралица на ицените
- Гай Умидий Дурмий Квадрат, римски политик и сенатор (роден 12 г. пр.н.е.)